# NGC 6959
NGC 6959 في الفهرس العام الجديد، هي مجرة، تقع في كوكبة الدلو. اكتشفت في 22 سبتمبر 1884 .

## روابط خارجية
- NGC 6959 على موقع ويكي سكاي: DSS2, SDSS, GALEX, IRAS, Hydrogen α, X-Ray, Astrophoto, Sky Map, Articles and images